# Listă de planoare din Germania
Aceasta este o listă de planoare construite în toată lumea, cât și întreprinderile care au construit aceste planoare.

## Diverși constructori germani
Date din:
- Schleicher ASK 13 – Alexander Schleicher – biplas
- Schleicher ASK 21 – Alexander Schleicher – biplas
- Schleicher ASW 15 – Alexander Schleicher – monoplas
- Ka-8 – Alexander Schleicher – monoplas

- DFS Zögling – Hermann Aecherli & Willy Farner

- Glaser-Dirks Flugzeugbau GmbH
  - DG-100 (clasa standard)
  - DG-200 (15 metri)
  - DG-300 (clasa standard)
  - DG-400 (Motoplanor cu lansare automată)
  - DG-500 (Biplas)
  - DG-600 (15 metri și 18 metri)
- Glasflügel
  - Glasflügel H-301 Libelle
  - Glasflügel 202 Standard-Libelle
  - Glasflügel 203 Standard-Libelle
  - Glasflügel 204 Standard-Libelle
- Grunau Baby
- DG Flugzeugbau GmbH
  - DG-808C (15 metri și 18 metri)
  - DG-1001 (Biplas)
- Icaré 1 – Universitatea Stuttgart  – motoplanor cu energie solară
- Icaré 2 – Stuttgart University – motoplanor cu energie solară
- Schempp-Hirth Flugzeugbau
  - Göppingen Gö 1 (1935)
  - Junkers Ju 322 Mammut – Mammoth – Junkers Flugzeug-Werke A.G. Dessau
  - Discus
  - Duo Discus
  - Janus
  - Nimbus-2
  - Nimbus-3
  - Nimbus-4
  - Mini-Nimbus
- Württemberg (planor) – Wolf Hirth